# Les Dalton arrivent
Les Dalton arrivent (titre original : When the Daltons Rode) est un film américain réalisé par George Marshall et sorti en 1940.

## Synopsis
Le film raconte l'histoire des célèbres frères Dalton.

## Fiche technique
- Titre original : When the Daltons Rode
- Réalisation : George Marshall
- Scénario : Harold Shumate (en), d'après le livre When the Daltons Rode d'Emmett Dalton (le seul survivant de la bande) et de Jack Jungmeyer.
- Production : Universal Pictures
- Photographie : Hal Mohr
- Musique : Frank Skinner
- Montage : Edward Curtiss
- Durée : 81 minutes
- Date de sortie :
  - États-Unis : 25 juillet 1940

## Distribution
- Randolph Scott : Tod Jackson
- Kay Francis : Julie King
- Brian Donlevy : Grat Dalton
- George Bancroft : Caleb Winters
- Broderick Crawford : Bob Dalton
- Stuart Erwin : Ben Dalton
- Andy Devine : Ozark Jones
- Frank Albertson : Emmett Dalton
- Mary Gordon : Ma Dalton
- Harvey Stephens : Rigby
- Edgar Dearing : Shérif
- Quen Ramsey : Clem Wilson
- Dorothy Granger : Nancy
- Robert McKenzie : photographe
- Fay McKenzie : Hannah
- Walter Soderling : juge Lucius Thorndown
- Mary Ainslee : Minnie
- Erville Alderson : Procureur de district Wade
- Sally Payne : Annabella
- June Wilkins : Suzy[2]

Acteurs non crédités
- Ed Brady : un shérif-adjoint dans le train
- Edgar Buchanan : un ancien
- Tom London : un lyncheur